# Zdeněk Nemastil
Zdeněk Nemastil, křtěný Zdenko (8. února 1879 Zásmuky – 24. února 1942 Praha), byl český malíř, krajinář.

## Život
Narodil se v Zásmukách v rodině lékárníka Františka Nemastila a jeho ženy Kateřiny, roz. Zástěrové. Vyrůstal spolu se šesti sourozenci v harmonickém uměnímilovném prostředí. Základní vzdělání absolvoval v rodných Zásmukách a již tehdy rád a obstojně kreslil. V roce 1896 mu zemřel otec a jeho ovdovělá matka se s dětmi přestěhovala do Prahy. Nemastil maloval jen pro potěchu a své známé, ale brzy zjistil, že pouhý talent nestačí. Záhy nastoupil do soukromé malířské školy Ludvíka Vacátka, který byl však typický figuralista, a Nemastila to táhlo spíše ke krajinomalbě. Hledal si tedy jiného učitele a tím se stal proslavený krajinář Jaroslav Šetelík. Nemastil měl nejraději motivy z okolí Volyně, kde roku 1923 uspořádal svou soubornou výstavu.
Zdeněk Nemastil zemřel roku 1942 v Praze.

## Galerie

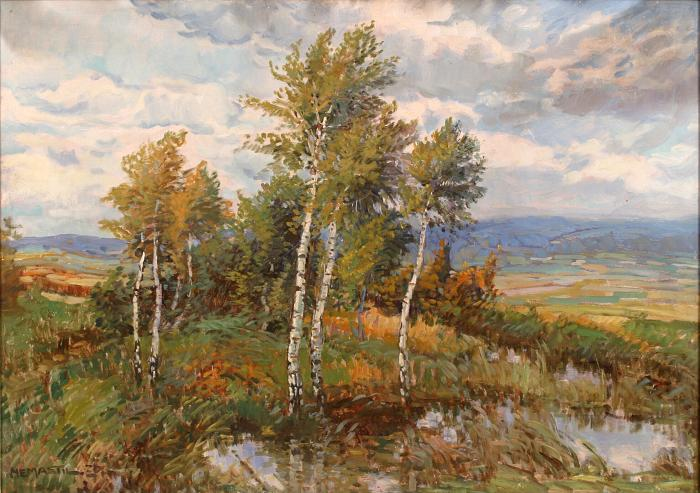
Břízy v krajině s tůní
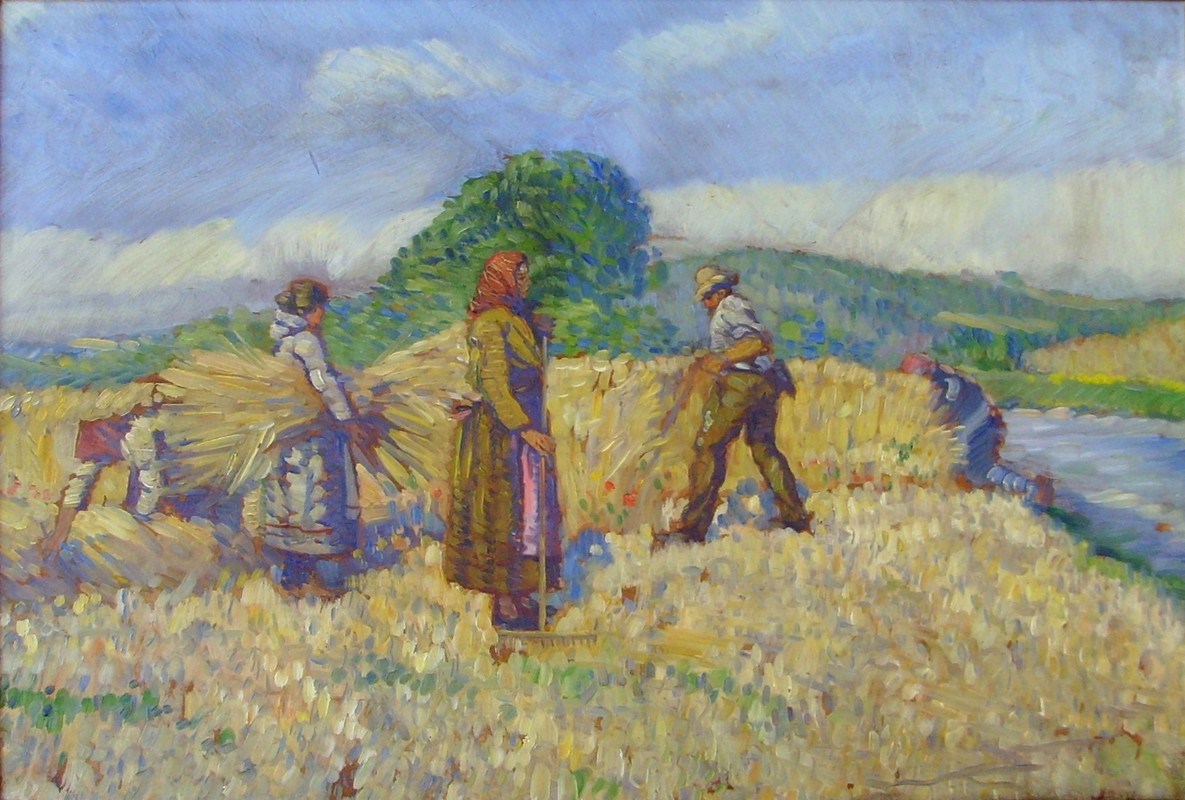
O žních (kol. 1930)
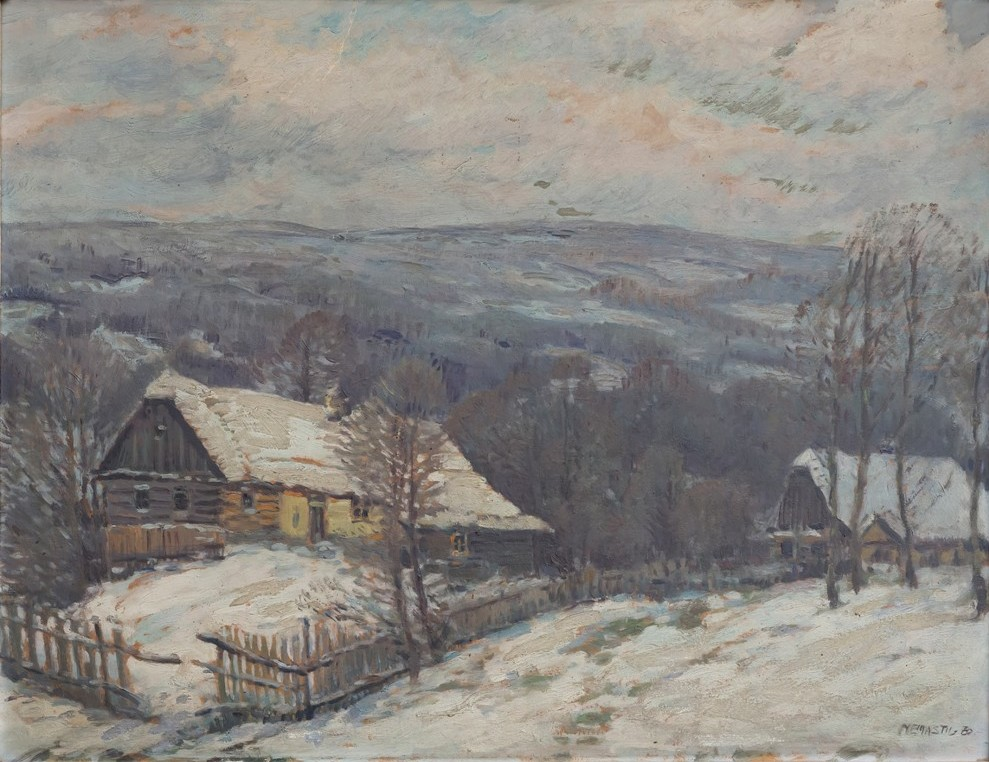
Chalupy v zimním podvečeru
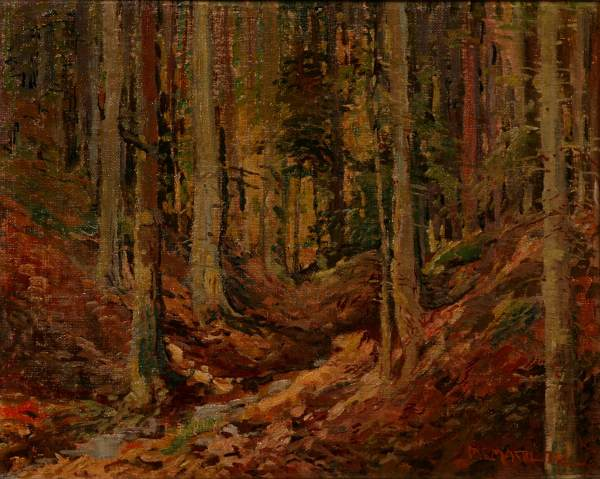
Lesní zákoutí
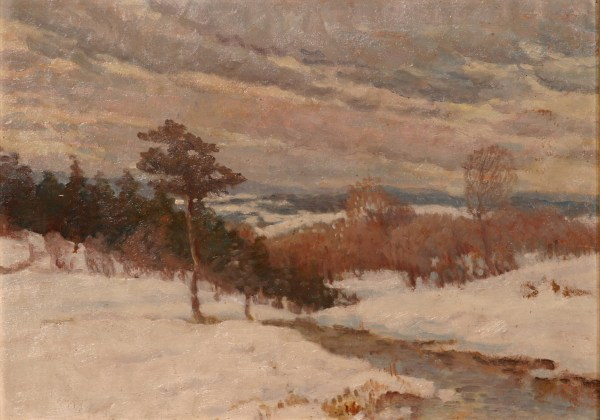
Zimní potůček
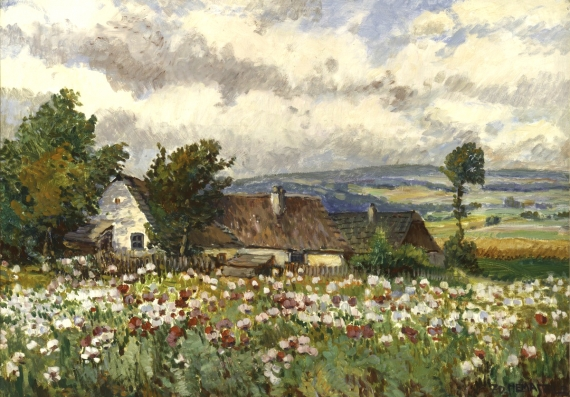
Letní den